# The Baseballs
The Baseballs — німецька рок-н-рол-група, що стала популярною завдяки переробці сучасних поп-хітів у стилі 50-х років.

## Біографія
Група була заснована в 2007 році в Берліні.
1 травня 2009 був випущений перший реліз групи — сингл «Umbrella», який потрапив у національні чарти Німеччини, Фінляндії, Австрії, Швеції та Швейцарії. У кліпі на цю пісню засвітилася німецька порно-актриса Дрю Беррімор.
15 травня 2009 дебютний альбом Strike! виходить у Німеччині, Швейцарії та Австрії, в жовтні у Фінляндії, в грудні — в Швеції, в лютому — в Норвегії, і в березні — в Нідерландах. У Фінляндії, Норвегії та Швеції альбом очолює національні чарти.
Наступним релізом групи став сингл «Hot N Cold» на відому пісню співачки Кеті Перрі.
У 2011 році виходить їхній другий альбом The Baseballs: "Strings'n'Stripes і два кліпи на пісні Hello і candy shop

## Дискографія

### Студійні альбоми
| Рік  | Альбом                                                                               | Чарти | Чарти | Чарти | Чарти | Чарти | Чарти | Чарти | Чарти | Чарти    | Чарти | Чарти | Чарти | Сертифікація                                                 |
| Рік  | Альбом                                                                               | GER   | AUT   | SUI   | FIN   | SWE   | NOR   | DEN   | NLD   | BEL (Vl) | UK    | FRA   | ITA   | Сертифікація                                                 |
| ---- | ------------------------------------------------------------------------------------ | ----- | ----- | ----- | ----- | ----- | ----- | ----- | ----- | -------- | ----- | ----- | ----- | ------------------------------------------------------------ |
| 2009 | Strike! - Реліз: 15 травня 2009 - Лейбл: Warner - Формат: CD, digital download       | 6     | 15    | 2     | 1     | 1     | 1     | 5     | 2     | 1        | 4     | 24    | 55    | - SWE: Платина - SWI: Platinum - GER: Золото - NOR: Platinum |
| 2010 | Strike! Back! - Реліз: 27 серпня 2010 - Лейбл: Warner - Формат: CD, digital download | 6     | 15    | 2     | 1     | 1     | 1     | 5     | 2     | 1        | 4     | 24    | 55    | - SWE: Платина - SWI: Platinum - GER: Золото - NOR: Platinum |

2011 Strings 'n' Stripes

### Сингли
| Год          | Название       | Чарты | Чарты | Чарты | Чарты | Чарты | Чарты | Чарты | Чарты | Чарты | Чарты   | Альбом        |
| Год          | Название       | GER   | AUT   | SWI   | FIN   | SWE   | NOR   | ICE   | NLD   | UK    | ES      | Альбом        |
| ------------ | -------------- | ----- | ----- | ----- | ----- | ----- | ----- | ----- | ----- | ----- | ------- | ------------- |
| 2009         |                |       |       |       |       |       |       |       |       |       |         |               |
| «Umbrella»   | 43             | 58    | 9     | 1     | 19    | 6     | 22    | 4     | 135   | 38    | Strike! |               |
| «Hot n Cold» | 68             | —     | 52    | 7     | —     | —     | —     | 3     | —     | —     | Strike! |               |
| 2010         | «Last In Line» | —     | —     | —     | 13    | —     | —     | —     | —     | —     | —       | Strike! Back! |
| 2010         | «Chasing Cars» | —     | —     | —     | —     | —     | —     | —     | —     | —     | —       | Strike! Back! |